# 김보라 (아나운서)
김보라(1983년~ )는 대한민국의 아나운서이다. 고려대학교 과학기술대학부를 전공하였고, 2007년 KNN에 입사하였다.

## 학교
- 양운고등학교
- 고려대학교 세종캠퍼스 과학기술대학부

## 방송
- KNN 뉴스아이 평일,주말 (앵커)
- SBS 뉴스퍼레이드 네트워크 현장-부산 (앵커)
- 해피플러스 (진행)
- KNN 모닝와이드 (앵커)
- 네트워크 현장 고향이 보인다 (MC)
- 생방송 금요일ⓝ (MC)
- 건강365 (MC)